# Ólafur Jóhann Ólafsson
Ólafur Jóhann Ólafsson (Reykjavík, 26 settembre 1962) è uno scrittore e manager islandese.

## Biografia
È figlio di Anna Jónsdóttir e dello scrittore Ólafur Jóhann Sigurðsson. Dopo il liceo, ha proseguito gli studi all'estero, laureandosi in fisica alla Brandeis University, in Massachusetts.
Dirigente in varie aziende (Sony Interactive, Sony Corporation of America e Advanta Corporation), è diventato vice amministratore delegato della Time Warner.
Vive a New York ed è sposato con Anna Ólafsdóttir, da cui ha avuto 3 figli.
Alcune sue opere letterarie sono state tradotte in più di venti lingue.
Ha vinto il Premio O. Henry e il Premio Letterario Islandese; è stato finalista per il Premio Frank O'Connor, ed è stato due volte nominato per l'International IMPAC Dublin Literary Award.

## Opere

### Traduzioni in italiano
- Sotto la pioggia gentile (Einaudi, 2023), trad. it. di Alessandro Storti (Snerting, Veröld, 2020)
- Una passeggiata nella notte  (Corbaccio, 2003), trad. it. di Marta Morazzoni (Minnenas palats, 2004; Walking Into The Night, 2003; Höll minninganna, Vaka-Helgafell, 2001)
- Il viaggio di ritorno (Corbaccio, 2001; Guanda, 2003), trad. it. di Marta Morazzoni (The Journey Home, 2000; Slóð Fiðrildanna, Vaka-Helgafell, 1999)

### Opere in inglese o tradotte in inglese
- Restoration (Ecco Press, 2012)
- Valentines (Random House, 2007)
- Absolution (Pantheon Books, 1994); (Absolution, éditions du Seuil, 1996 e 1998; Fyrirgefning syndanna, Vaka-Helgafell, 1991)

### Altre opere
- Málverkið (ed. Vaka-Helgafell, Reykjavík, 2011)
- Sakleysingjarnir (Vaka-Helgafell, 2004)
- Aldingarðurinn (Vaka-Helgafell, 2006)
- Lávarður heims (Vaka-Helgafell, 1996)
- Sniglaveislan (Vaka-Helgafell, 1994)
- Markaðstorg guðanna (Vaka-Helgafell, 1988)
- Níu lyklar (Vaka-Helgafell, 1986).

### Sceneggiature
- Touch, regia di Baltasar Kormákur (2024)